# راؤول (لاعب كرة قدم مواليد 1986)
راؤول هو لاعب كرة قدم برازيلي في مركز الهجوم، ولد في 31 أكتوبر 1986 في ساو برناردو دو كامبو في البرازيل. لعب مع ريد بل برازيل.

## وصلات خارجية
- راؤول (لاعب كرة قدم مواليد 1986) على موقع قاعدة بيانات كرة القدم.إي يو (الإنجليزية)
- راؤول (لاعب كرة قدم مواليد 1986) على موقع Soccerway.com (الإنجليزية)